# Ablabius (consul)
Flavius Ablabius sau Ablavius (în greacă: Ἀβλάβιος; a trăit în secolul al IV-lea și a murit în 338) a fost un înalt funcționar al Imperiului Roman.

## Origine și prima parte a vieții
Ablabius era grec din insula Creta și un om de origine umilă. Când mama lui era însărcinată cu el, un astrolog egiptean i-ar fi proorocit că va naște un băiat ce va ajunge aproape împărat.
Data nașterii sale este necunoscută, identitatea părinților săi este necunoscută și nu se știe dacă a avut frați sau alte rude, iar prima parte a vieții sale este în mare parte un mister. Ablabius a avut o origine nearistocratică și nesenatorială.
El a fost păgân la origine și s-a convertit mai târziu la creștinism. Ablabius a devenit unul dintre funcționarii guvernatorului roman al Cretei. La un moment dat, Ablabius a părăsit Creta și a călătorit la Constantinopol pentru a dobândi avere.

## Constantin I și familia sa
După sosirea la Constantinopol, Ablabius a dobândit neașteptat o mare influență asupra împăratului roman Constantin I și a devenit unul dintre cei mai importanți senatori ai Constantinopolului. Ablabius a servit ca vicarius al Diocezei Asiei, a condus Prefectura pretoriană a Orientului din 329 până în 337/338 și a deținut rangul de consul ordinar în 331. Ablabius a fost activ în estul și vestul imperiului și în cursul carierei sale politice a avut reședința la Antiohia.
Având în vedere originea sa provincială, Ablabius părea să-i fie loial lui Constantin I, fiind unul dintre puținii cetățeni orientali care dețineau funcții înalte în întreg Imperiul Roman. Ablabius l-a convins pe Constantin că aprovizionarea cu grâne a Constantinopolui a fost împiedicată de filozoful păgân Sopater din Apamea, care-i atacase verbal pe împărat și pe prefect pentru comportamentul lor desfrânat. Constantin a ascultat sfatul lui Ablabius și a poruncit uciderea lui Sopater. În anul 333 Constantin i-a trimis lui Ablabius o scrisoare care este încă păstrată, în care el a decretat că fiecare parte a unui proces putea face apel la judecata episcopului.
În anul 336 Constantin a ordonat săparea unei inscripții în limba greacă pe piedestalul unei statui a sa din Antiohia, în care a fost menționat Ablabius, alături de colegii senatori Lucius Papius Pacatianus, Valerius Felix, Annius Tiberianus și Nestorius Timonianus. Constantin l-a desemnat, de asemenea, pe Ablabius ca tutore și preceptor al fiului său Constanțiu al II-lea. Atunci când Constantin a murit în mai 337, i-a succedat Constanțiu. Mai târziu, în 337, Ablabius a trecut de partea lui Atanasie al Alexandriei, episcopul niceean al Alexandriei, care avea dușmani puternici la curtea împăratului arian Constanțiu. Ca urmare a sprijinului oferit de Ablabius episcopului Atanasie, Constanțiu l-a destituit din funcțiile deținute, iar Ablabius s-a retras la moșiile sale din Bitinia. În 338 Constanțiu l-a condamnat la moarte pe Ablabius în urma acuzațiilor ticluite că ar avea intenția să uzurpe tronul imperial; împăratul a ordonat ca Ablabius să fie executat în fața casei sale. Casa lui Ablabius de la Constantinopol a aparținut mai târziu împărătesei Galla Placidia.

## Familie
Ablabius a fost căsătorit cu o femeie de rang nobil (al cărei nume nu este cunoscut), cu care a avut doi copii cunoscuți:
- O fiică, Olympia, care este cunoscută și sub numele de Olimpiada[3][13][14]
- Un fiu, Seleucus.[4][15] Prin Seleucus, Ablabius ar fi avut descendenți din generațiile următoare.[16] El ar fi, în special, bunicul patern al Sfintei Cuvioase Olimpiada Diaconița.[4]